# Педология
Педоло́гия (от греч. παιδί «дитя» + λόγος «наука») — направление в педагогике, ставившее своей целью объединить подходы различных наук (медицины, биологии, психологии и прочих) к методике обучения ребёнка.
Термин устарел и в настоящее время имеет лишь историческое значение. Большая часть продуктивных научных результатов педологических исследований была ассимилирована психологией детского возраста (называемой иначе «возрастная психология» или «психология развития», developmental psychology).

## История
Возникновение педологии было вызвано проникновением в психологию и педагогику эволюционных идей и развитием прикладных отраслей психологии и экспериментальной педагогики. Первые работы педологического характера относятся к концу XIX — началу XX века: Г. С. Холл, Дж. Болдуин, Э. Мёйман, В. Прейер и другие. Термин «педология» был предложен в 1893 году американским исследователем Оскаром Крисменом (Oscar Chrisman).

### В СССР
Ещё с начала XX века в России идеи педологии восприняли и развивали В. М. Бехтерев, Г. И. Россолимо, А. П. Нечаев и другие, в то время как И. Павлов и его школа были настроены весьма критически. Тем не менее, истинный подъём педология как дисциплина и массовое движение в стране пережила при поддержке Советского правительства после революции 1917 года.
В СССР педология находилась на пике своего развития в 1920-е годы. В школах шло активное внедрение практик психологического тестирования и основанной на нём комплектации классов, организации школьного режима и тому подобное. По всей стране был создан ряд педологических институтов, под эгидой Российского психоаналитического общества был организован «Дом ребёнка» в Москве: в его работе принимали участие В. Шмидт, С. Н. Шпильрейн и другие.
На уровне правительства поддержку педологии осуществлял нарком просвещения А. В. Луначарский.

Неоднократно указывалось на то, что чем меньше ребенок, тем больше все его воспитание сводится к физическому воспитанию. Наши хозяйственники понимают громадное значение физического воспитания молодого животного для всего животноводческого хозяйства. Но никто не ставит перед собой проблему физического воспитания детей во всем об’еме. Между тем, воспитание детей — прямое детоводство  — для нас важнее, чем какое–нибудь свиноводство или овцеводство.
Проблема о физическом воспитании детей должна охватывать весь круг вопросов, связанных с жизнью ребенка, начиная с самого зарождения этих детей и с вопроса о тех формах брака, которые могут, в наилучшей для наших условий мере, обеспечить детей от беспризорности или безнадзорности, от всякого рода недопитания, хилости, кривых, нелепых форм воспитания и т. д.
Но если вопрос брака, вопрос половой культуры имеет громадное значение в связи с тем, что я дозволил себе назвать «детоводством», то он имеет громадное значение также и для взрослого населения, особенно для юношей и девушек, которые находятся в периоде полового созревания. Вопрос культуры половой жизни играет гигантскую фоль в существовании отдельных индивидуальностей или целых народов. Я не могу сказать, чтобы буржуазия ровно ничего не делала для упорядочения этой стороны жизни. В буржуазной среде существуют передовые мыслители, которые достаточно много сделали в этом направлении, — например, Макс Гиршфельд и ему подобные. <…> О социалистическом разрешении этого вопроса необычайно глубоко и блестяще писал в свое время Чернышевский («Что делать?»).

<…> Необходимо в ближайшем будущем создать своего рода энциклопедию, которая в доступной форме рисовала бы перед нами нормальную физическую жизнь в городе и деревне, т. е. то, к чему мы, социалисты, должны стремиться, как к норме физического быта, диктуемой потребностями человеческого организма, человеческого общежития и известными уже нам научными данными. <…> чрезвычайно важно, чтобы мы постарались возможно шире окружить научно продуманными советами человека, желающего дать верное направление своему собственному физическому развитию и развитию своих детей.— А. В. Луначарский, Мысли о спорте, 1930
Однако сильный перекос деятельности педологических лабораторий в сторону сортировки учащихся на основе их интеллектуальных качеств и в целом реформаторская идеология этого движения после сталинского Великого перелома конца 1920-х не согласовывались с новой линией партии на сворачивание революционных экспериментов и возврат к более традиционным формам. Основной удар по педологическому движению в СССР фактически нанесла чрезмерно формальная реализация педологических методов в воспитании детей, которая показала уязвимость некритического применения тестирования учащихся в образовательной практике по двум показателям:
- недооценка культурно-исторической среды и переоценка учёта биологических факторов (природных способностей учащихся) при том, что обе эти составляющие, как известно, являются совершенно необходимыми для успешного воспитания и обучения, и при истолковании испытаний, которые подобно тесту IQ, выявляли не только интеллектуальные способности, но и обученность, и при выработке предложений по их итогам.[3].

Итогом разочарования в педологической практике в народном образовании стало постановление ЦК ВКПб «О педологических извращениях в системе Наркомпросов» (1936), фактически ликвидировавшее педологию как самостоятельную научную дисциплину и общественное движение. Согласно постановлению, педология была запрещена, а педологам разрешалось переквалифицироваться в педагоги. С этого времени педология фактически продолжает свое существование в СССР под другим дисциплинарным названием и в рамках психологии, в частности, детской (возрастной) психологии и психологии детского развития. Энциклопедический словарь писал «Педология — реакционная лженаука о ребёнке… В СССР разоблачена и ликвидирована постановлением ЦК ВКПб „О педологических извращениях в системе Наркомпросов“»
В 1956 году была переведена на русский основанная на педологическом подходе книга Б. Спока «Ребенок и уход за ним».
В 1970-е годы была начата активная работа по использованию тестов в педагогике и системе образования.[зачем?]
Основные представители советской педологии: А. Б. Залкинд, С. С. Моложавый, П. П. Блонский, М. Я. Басов, Л. С. Выготский, А. С. Грибоедов.